# Putniki (rejon miński)
Putniki (biał. Путнікі, ros. Путники) – wieś na Białorusi, w obwodzie mińskim, w rejonie mińskim, w sielsowiecie Łoszany.
Dawniej folwark Łumszyno.